# 아서 F. 번스

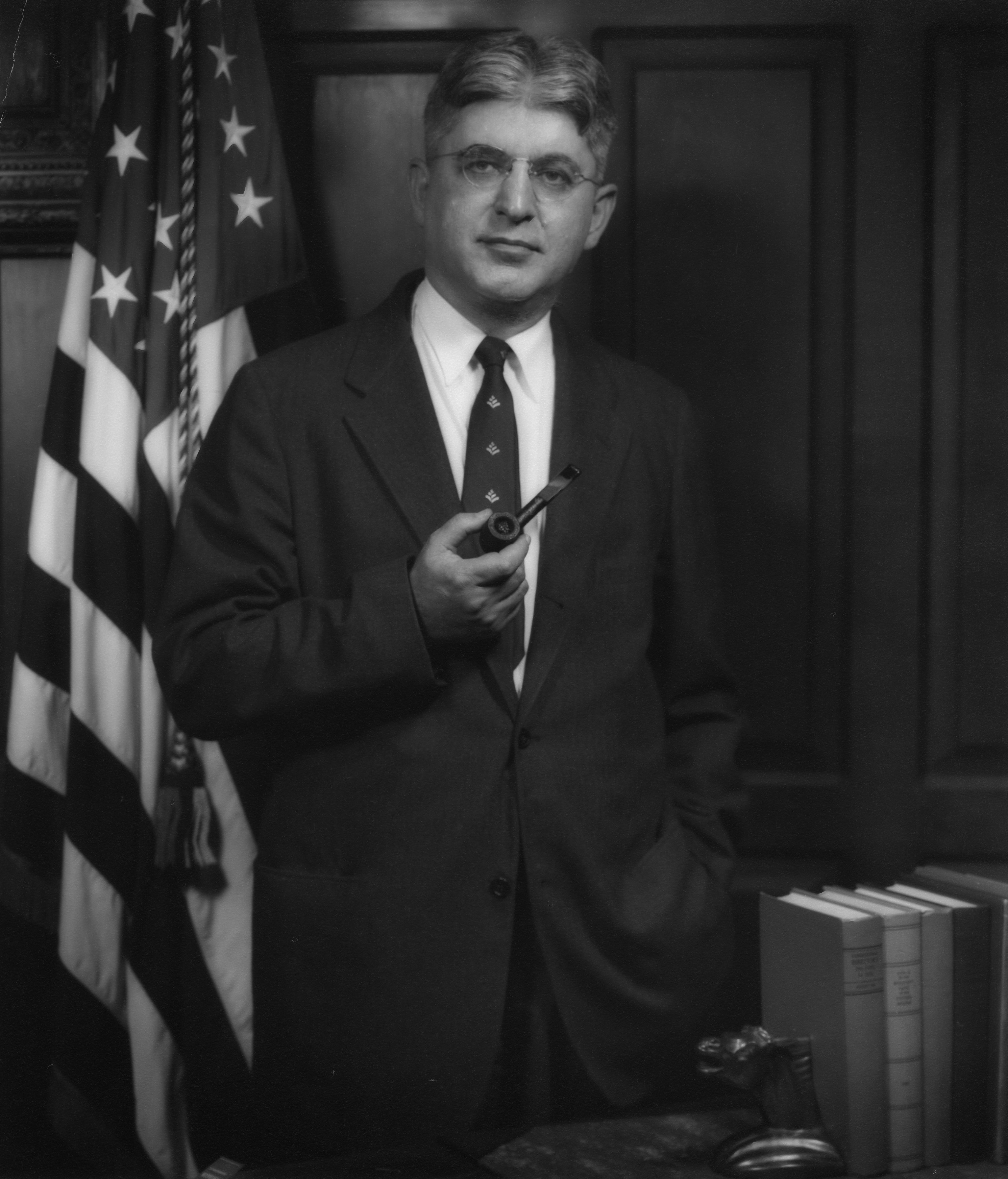

아서 프랭크 번스(Arthur Frank Burns, 1904년 4월 27일 - 1987년 6월 26일)는 미국의 경제학자이자 외교관으로 1970년부터 1978년까지 제10대 연방준비제도 이사회 의장을 역임했다. 그는 이전에 1953년부터 1956년까지 아이젠하워 대통령 하에서 경제 고문 위원회 의장을 역임했으며 1969년 1월부터 11월까지 닉슨 하에서 백악관 고문으로 재직했다. 그는 또한 럿거스 대학교, 컬럼비아 대학교 및 전미경제연구소에서 가르치고 연구했다.
닉슨 대통령은 그를 윌리엄 맥체스니 마틴의 뒤를 이어 연방준비제도이사회 의장으로 지명했고 나중에 또 다른 임기로 재지명했다. 연준을 떠난 후 로널드 레이건 대통령은 그를 1981년 서독 대사로 임명했고, 1985년까지 재직했다.

## 생애
17세에 번스는 컬럼비아 대학교에 등록했다. 그는 1925년에 BA와 MA를 취득하고 파이 베타 카파 사회를 졸업하기 전에 컬럼비아에서 학생으로 근무하는 동안 우편 사무원에서 신발 판매원에 이르기까지 다양한 직업에서 일했다.
대학 졸업 후 그는 1927년 럿거스 대학교에서 경제학을 가르치기 시작했으며 1944년까지 그 역할을 계속했다. 그의 강의를 통해 번스는 두 명의 교수 중 한 명이 되었고, 다른 한 명은 밀턴 프리드먼이 경제학자가 되기로 결정한 데 핵심적인 영향을 미쳤다고 인정한 호머 존스였다. 번스는 1932년 프리드먼에게 현대 경제학이 대공황을 종식시키는 데 도움이 될 수 있다고 확신시켰다.
그는 럿거스에서 강의를 계속하면서 컬럼비아에서 대학원 공부를 추구했다. 박사 과정 학생으로서 그는 전미경제연구소의 설립자이자 수석 경제학 연구원인 웨슬리 클레어 미첼의 제자가 되었다. 1933년 NBER에 합류하여 경기 순환에 대한 평생 연구를 시작했다. 그는 박사 학위를 받았다. 1년 후 컬럼비아에서 경제학을 전공했다.
번스는 1969년 닉슨이 취임했을 때 백악관 고문으로 임명되었다. 새로 생성된 직위는 내각 직위를 유지했으며 번스가 연방 준비 이사회 의장으로 임명될 때까지 자리 표시자로 사용되었다. 번스는 백악관에서 짧은 시간 동안 닉슨의 경제 정책에 대해 조언했다.
번스는 1970년 2월부터 1978년 1월 말까지 연준 의장을 역임했다. 그는 의장으로 재직하는 동안 통화 정책 결정에 있어 정치적 압력에 과도하게 영향을 받았고 당시 정치 및 경제계에서 널리 받아들여졌던 정책을 지지한 것으로 알려졌다.
이 기간 동안 상당한 인플레이션이 발생했으며 닉슨은 임금 및 가격 통제를 통해 관리하려고 시도했으며 연준은 화폐 공급을 늘렸다. 번스는 "금 창구"를 폐쇄하려는 닉슨의 결정에 반대했지만 "금 정지에 대한 그의 유보에도 불구하고 내가 그의 새로운 프로그램을 전적으로 지원할 것이라고 대통령에게 확신시켰다." 1972년 선거 이후, 부분적으로는 1973년 석유 위기로 인한 오일 쇼크로 인해 가격 통제가 실패하기 시작했고 1974년까지 인플레이션율은 12.3%였다.